# Jeff Hastings
Jeffrey Paul Hastings, född 25 juni 1959 i Mountain Home i Idaho, är en tidigare backhoppare från USA. Han representerade Ford Sayre Ski Club i Hanover i delstaten New Hampshire.

## Karriär
Jeff Hastings debuterade internationellt i världscupen i Gstaad i Schweiz 23 januari 1981. Han blev nummer 15 i första världscuptävlingen. En månad senare, i världscuptävlingen i  Thunder Bay i Kanada 21 februari, blev han nummer fyra, efter Primož Ulaga från Jugoslavien, norrmannen Johan Sætre och hemmahopparen Steve Collins.
Hastings deltog i Skid-VM 1982 i Oslo i Norge. Där blev han nummer 35 i normalbacken (Midtstubakken) och nummer 15 i den individuella tävlingen i stora backen (Holmenkollbakken). I lagtävlingen blev han nummer 6 tillsammans med lagkamraterna.
Under säsongen 1981/1982 i världscupen, kom Hastings på prispallen i én deltävling. I normalbacken i Štrbské Pleso i dåvarande Tjeckoslovakien blev han nummer tre, efter Ole Bremseth från Norge och Piotr Fijas från Polen. Hastings blev nummer 20 totalt i världscupen 1981/1982. Nästa säsong i världscupen kom Hastings på prispallen två gånger. På hemmaplan i Lake Placid 15 januari 1983 tog Hastings en ny tredjeplats i en världscuptävling, endast slagen av Matti Nykänen från Finland och österrikaren Armin Kogler. Två veckor senare, i Engelberg i Schweiz 30 januari, blev Hastings nummer två, endast 1,4 poäng från en världscupseger. Han blev nummer 10 sammanlagt i världscupen säsongen 1982/1983.
Säsongen 1983/1984 blev Jeff Hastings bästa i världscupen. På hemmaplan i normalbacken Lake Placid 17 december 1983 var han på prispallen som nummer tre efter Primož Ulaga och Matti Nykänen. I stora backen dagen efter vann han sin första och enda delseger i världscupen. Totalt blev han nummer 4 (efter segrande Jens Weissflog från Östtyskland, Matti Nykänen och Pavel Ploc från Tjeckoslovakien) i världscupen 1983/1984. Han blev nummer 9 sammanlagt i tysk-österrikiska backhopparveckan samma säsong.
Jeff Hastings tävlade i olympiska spelen 1984 i Sarajevo i dåvarande Jugoslavien. Han blev nummer 9 i normalbacken. I stora backen blev han nummer 4, den bästa placeringen av en amerikan sedan Anders Haugen vann en bronsmedalj i det allra första vinter-OS 60 år tidigare. Hastings var 1,7 poäng från en olympisk bronsmedalj.
Hastings har fyra guldmedaljer från USA-mästerskap Han vann i stora backen 1982 och 1983, och i båda backarna 1984.
Hastings startade i sin sista världscuptävling i Lahtis i Finland 3 mars 1985. Där blev han nummer 10. Sedan avslutade han sin backhoppningskarriär.

## Senare karriär
Efter avslutad backhoppningskarriär har Jeff Hastings bland annat varit verksam som expertkommentator vid olympiska backhoppstävlingar sedan OS i Calgary 1988.

## Övrigt
Jeff Hastings är bror till Chris Hastings, också backhoppare som bland annat har tävlat i olympiska spelen 1988 och har vunnt två guldmedaljer i nationella mästerskapen.